# Голестан (город)
Голестан (перс. گلستان‎) — город в Иране, центр бахша Голестан, расположенного в шахрестане Бехарестан остана Тегеран. Город Голестан находится на расстоянии 24 км от Тегерана. Главные дороги, по которым можно проехать в город, это — старое шоссе Саве (автобан Аятоллы Саиди), автобан Тегеран-Саве (надо воспользоваться туннелем «Сабашахр»), а также шоссе Адран — Шахрияр и автобан Кум (со стороны туннеля «Вован»).

## Этимология
Название «Голестан» происходит от современных персидских слов «голь» (цветок, роза) и «стан» (место, страна), и означает «цветник, сад».

## Современное состояние города
В прошлом, город из-за перенаселённости и из-за различных взглядов его мэров на приоритеты развития не имел чёткого градостроительного плана и проекта развития. Однако в настоящее время благодаря стараниям мэра и его помощников был принят Генеральный план развития города, началось его интенсивное благоустройство и устранение проблем, с которыми ранее сталкивались жители Голестана. Городские службы ныне хорошо функционируют, оказывая необходимые услуги жителям.

## Демографическая динамика
Согласно трём последним переписям населения Ирана, население города Голестан изменялось следующим образом: 112,554 человека в октябре 1996 г., 231,905 человек в октябре 2006 г. и 259,480 человек в октябре 2011 г. В городе, согласно данным последней переписи, резко преобладают мужчины: в нём насчитывалось 133,531 мужчин и 125,949 женщин. Иными словами, на 100 женщин приходилось 106 мужчин. Население города, таким образом, очень быстро выросло, за рассматриваемые 15 лет увеличившись почти в 3 раза. Особо быстрый рост наблюдался в 1996—2006 гг.: среднегодовые общие темпы роста населения были равны 7,5 % в год. Вероятно, тогда среди горожан наблюдалась особо высокая рождаемость, близкая к физиологическому максимуму в 5 % в год, а смертность при этом была очень низкой, что наблюдалось и среди всего населения Ирана к 90-м годам в результате реформ здравоохранения и заметного падения детской смертности. Но такие огромные темпы роста всё-таки не могут быть вызваны одной лишь рождаемостью, и, очевидно, были вызваны очень большим потоком мигрантов в город. А вот темпы роста в 2006—2011 гг. стремительно упали (сразу в 3 раза), достигнув всего 2,3 %. Ясно, что причиной должно было стать резкое падение миграции в город, а также обвальное падение рождаемости в самом городе. Во всём Иране в этот период, особенно у горожан, уже наблюдался весьма низкий уровень рождаемости, а значит, голестанцы просто последовали в своём демографическом поведении за всеми остальными иранцами. В среднем за год в 1996—2006 гг. население города Голестан росло на 11900 человек, а в 2006-11 гг. — только на 5500 человек, или в два раза меньше. Поэтому, быстрое увеличение доли население города по сравнению с Тегераном после 2006 г. резко затормозилось. Ведь если принять население Тегерана за 100 пунктов, то в 1996 г. численность жителей Голестана составляла 1,7 пункта, в 2006 г. уже 3,0 пункта (+1,3), а в 2011 г. только 3,2 пункта (+0,2 или в 7 раз меньше, чем за 1996—2006 гг.). Если за 1996—2006 гг. Голестан поднялся в рейтинге крупнейших городов провинции Тегеран с пятого до третье место, но уже в 2011 г. вновь опустился на пятое, и в ближайшее время эта тенденция должна продолжится, учитывая резкое снижение роста его населения. График роста населения Голестана за 1996—2011 гг. имеет не гиперболический, а логистический вид (то есть рост с насыщением, который в начале очень быстрый, но постепенно затухает и прекращается).